# Vallon de Font Taillade
Der Vallon de Font Taillade ist ein Fluss in Frankreich, der im Département Var in der Region Provence-Alpes-Côte d’Azur verläuft. Er entspringt im östlichen Gemeindegebiet von Esparron, entwässert im Oberlauf generell Richtung Südwest durch die östlichen Ausläufer der Montagne Sainte-Victoire, einer karstigen Hügellandschaft mit geringer Besiedelung. Er erreicht dann die von Weinbergen geprägte Niederung nordöstliche der Quelle des Flusses Argens, wo er sich abrupt nach Nordwest und West wendet und mündet schließlich nach insgesamt rund 21 Kilometern im östlichen Gemeindegebiet von Brue-Auriac als linker Nebenfluss in den Argens.

## Tallagen
Der Verlauf des Flusses wird hier überwiegend nach seinen kleinen Tallagen bezeichnet. Es sind dies in Fließrichtung:
- Vallon de Gayon
- Vallon de Vaoux
- Vallon des Derrots
- Vallon de la Bourguignonne

## Orte am Fluss
- Brue-Auriac